# Lyon police spéciale
Lyon police spéciale est une série télévisée française en 8 épisodes : 6x45 minutes et 2x90 minutes créée par Christophe Thiron et Bertrand Arthuys, diffusée du 9 septembre 2000 au 22 septembre 2000 sur France 2, puis sur TV5 Monde, Serieclub, Canal Jimmy, NT1, Action et AB1.

## Synopsis
À Lyon, le commissaire divisionnaire Mazoyer réussit à créer une cellule spécialisée dans le démantèlement des réseaux du crime organisé. Avec l'accord du procureur, deux lieutenants de police ont tous pouvoirs d'agir pour infiltrer les organisations les plus dangereuses de la métropole lyonnaise.

## Distribution
- Antoine Duléry : Lieutenant Joël Roman
- Bruno Slagmulder : Lieutenant David Costa
- Maya Borker : commissaire Mazoyer
- Vanessa Larré : Alice

## Saisons
Première saison (2000)
1. L'Affaire Paoli (partie 1)
2. L'Affaire Paoli (partie 2)
3. L'Affaire Paoli (partie 3)
4. L'Affaire Paoli (partie 4)
5. L'Affaire Paoli (partie 5)
6. L'Affaire Paoli (partie 6)

Seconde saison (2002)
1. Apprivoisement (partie 1)
2. Apprivoisement (partie 2)